# BilderKrieg
BilderKrieg ist ein Dokumentarfilm aus dem Jahr 2016 unter der Regie von Konstantin Flemig, der in der Autonomen Region Kurdistan, in Syrien, Ruanda sowie Deutschland, Frankreich und den Niederlanden gedreht wurde.
Der Dokumentarfilm ist eine Produktion der Filmakademie Baden-Württemberg in Kooperation mit Eikon Südwest. BilderKrieg gewann den „Hollywood International Independent Documentary Award“ für den besten Studentendokumentarfilm 2016 und den „Special Mention Award“ des International Open Film Festival.

## Regie
Konstantin Flemig absolvierte die Deutsche Journalistenschule und studierte Regie und Drehbuch an der Filmakademie Baden-Württemberg. Bilderkrieg ist sein erster mittellanger Dokumentarfilm. Er besuchte die Rogue Film School von Werner Herzog.

## Zusammenfassung
BilderKrieg folgt dem freiberuflichen Journalisten und Kriegsfotografen Benjamin Hiller, der in Konfliktgebiete auf der ganzen Welt reist. Die erste Station ist Irakisch-Kurdistan, wo Hiller die Frontlinie zwischen Peschmerga und ISIL besuchen. Er schildert die Situation der christlichen Flüchtlinge. In Ruanda besucht er das berüchtigte Murambi Genocide Memorial, wo 20 Jahre zuvor Zehntausende Menschen ermordet wurden. Zurück im Nahen Osten überquert Hiller die Grenze nach Syrien, um über jesidische Flüchtlinge und die Kämpferinnen der YPJ, die sie gerettet haben, zu berichten.
In Europa verfolgt das Filmteam die Bilder, die Hiller auf Reisen in die Redaktion der Taz in Berlin, den Arbeitsplatz des Chefredakteurs von Corbis in Marseille und den World Press Photo Award in Amsterdam machte.

## Auszeichnungen
- Hollywood International Independent Award, Los Angeles/Kalifornien (Winner)
- International Open Film Festival, Dhaka/Bangladesh (Special Mention Award)
- USA Film Festival, Dallas/Texas (Nominiert)
- Chicago International Social Change Film Festival, Chicago/Illinois (Nominiert)
- Human District Film Festival, Belgrad/Serbien (Nominiert)
- Cinefest, Los Angeles/Kalifornien  (Nominiert)
- Human Rights Film Festival, Barcelona/Spanien (Nominiert)